# Johann Christian Claudius Devaranne

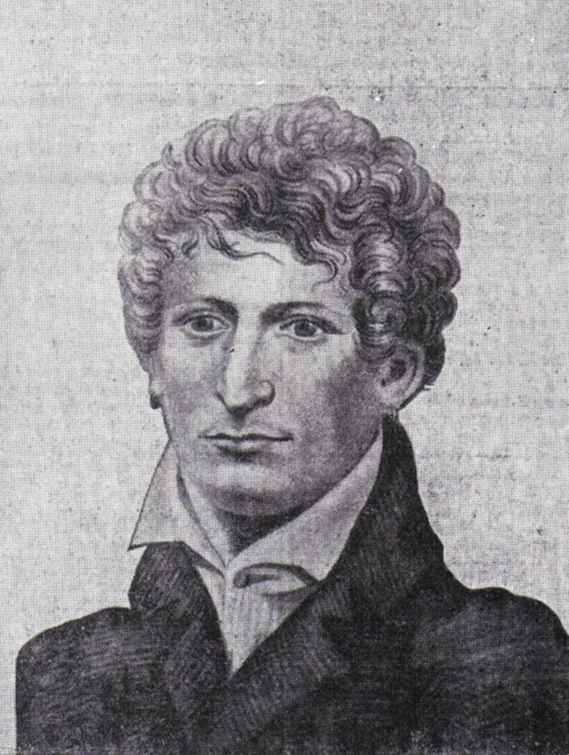
J. C. C. Devaranne

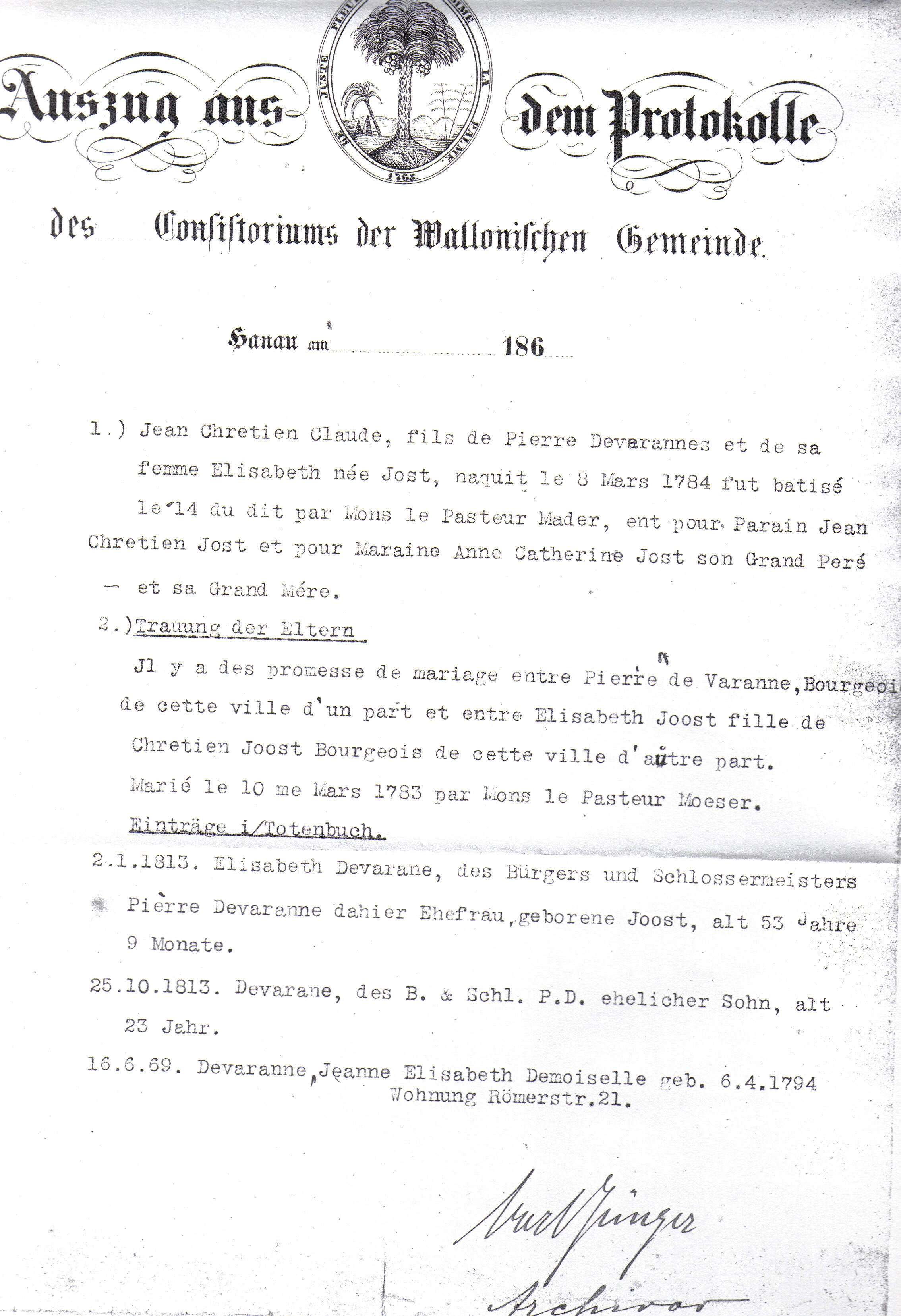
Aufzeichnungen der Wallonisch-Niederländischen Gemeinde in Hanau zur Familie Devaranne

Johann Christian Claudius Devaranne (* 8. März 1784 in Hanau; † 20. Juli 1813 in Düsseldorf) war führend im lokalen Widerstand in Solingen gegen napoleonische Truppenaushebungen nach dessen großen Verlusten im Russlandfeldzug.

## Familie
Johann Devaranne stammte aus einer Hugenottenfamilie, die in Hanau ansässig war. Sein Vater Peter Devaranne (2. April 1761 – 18. November 1824) war Schlosser und heiratete seine Mutter, Elisabeth Jost (April 1759 – 2. Januar 1813), am 10. März 1783. Johann Devaranne war vermutlich der Älteste von vier Geschwistern: Marianne Karoline Devaranne (* 14. Juni 1788), Christian Heinrich Devaranne (1790 – 25. Oktober 1813) und Johanna Elisabeth Devaranne (6. April 1794 – 16. Juni 1869). Die Familie war Mitglied der Wallonisch-Niederländischen Gemeinde in Hanau.
Johann Devaranne heiratete am 9. März 1805 Katharina Margaretha Friederika Hager. Aus der Ehe gingen fünf Kinder hervor: Auguste Emilie (* 2. Februar 1806), Eduard Julius, Wilhemine Theadora (* 25. August 1807), Albertine Juliane (23. Februar 1810) und Henrietta Augusta (6. Oktober 1811 – 29. Juli 1817).
Es ist nicht bekannt, wann Johann Devaranne nach Solingen zog. Der älteste Beleg dafür, dass er dort ein Eisenwarengeschäft betrieb, stammt vom 1. Dezember 1806. Außerdem betrieb er eine Gastwirtschaft.

## Politische Aktivitäten
Als es nach der Niederlage Napoleon I. im Russlandfeldzug zu neuen Truppenaushebungen in Deutschland kam, entstand Widerstand in der Bevölkerung. Johann Devaranne wurde durch die napoleonische Polizei als einer der Rädelsführer im Bereich von Solingen identifiziert, konnte zunächst fliehen und wurde zur Fahndung ausgeschrieben. Ein Kopfgeld von 100 Francs wurde zu seiner Ergreifung ausgesetzt. Seine Haushälterin verriet ihn, so dass er festgenommen wurde. Nach einem Gerichtsverfahren zusammen mit anderen Aufständischen wurde er in Düsseldorf standrechtlich erschossen.

## Nachwirkung

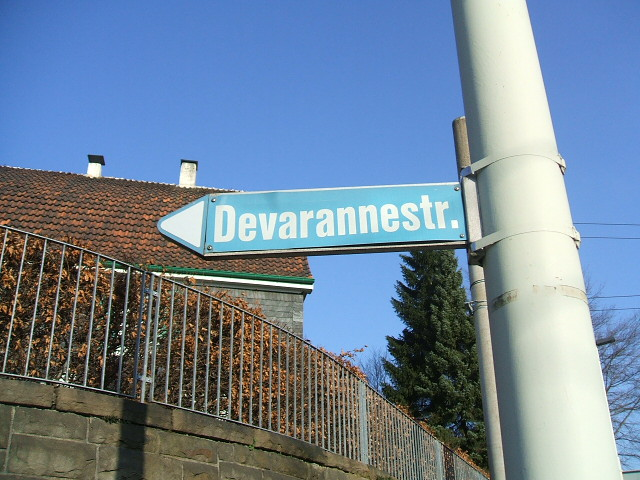
Straße in Solingen-Wald – nach Johann Devaranne benannt

In der Verklärung, Vereinnahmung und Instrumentalisierung des anti-napoleonischen Widerstandes wurde zum 120. Jahrestag seiner Erschießung am 23. Juli 1933 eine Gedenkplakette enthüllt. Dabei wurde er in der lokalen Berichterstattung über das Ereignis mit Vorbildern der Nationalsozialisten, wie Albert Leo Schlageter, Horst Wessel und Ferdinand von Schill verglichen. Nach dem Zweiten Weltkrieg wurde die Gedenkplakette demontiert.
Heute erinnert eine Straßenbezeichnung in Solingen-Wald an ihn.